# Sharon Moe
Sharon Moe Miranda (* 14. April 1942 in Rapid City, South Dakota; † 1. Juni 2025) war eine US-amerikanische Musikerin (Horn, Komposition).

## Leben und Wirken
Moe begann mit fünf Jahren Piano zu spielen und in der fünften Klasse in Rapid City, South Dakota, Waldhorn. Sie war fasziniert vom „erstaunlich schönen Klang des Instruments“ und besuchte das St. Olaf College und die Manhattan School of Music. Sie war Solohornistin bei den New York Chamber Soloists, dem Long Island Philharmonic, dem New Philharmonic of New Jersey, der Colonial Symphony, dem Bronx Arts Ensemble, der New York City Opera, der American Symphony, dem St. Cecelia’s Orchestra (Carnegie Hall), dem Teatro Grattacielo (Lincoln Center) und dem Mozart Orchestra of New York. Sie trat bei Festivals und in großen Konzertsälen in den USA, Frankreich, Spanien, Puerto Rico und Südamerika auf. Mit 17 Jahren gewann sie die WAMSO Young Artists Competition und gab ihr Solodebüt mit dem Minnesota Orchestra. Im Laufe ihrer Karriere als Hornistin arbeitete sie u. a. mit den Ensembles Al Wagner and His Philharmonic Strings, New York Chamber Soloists und The Last Ritual, mit denen auch Aufnahmen entstanden, außerdem im Bereich der klassischen Musik mit Leonard Bernstein, James Galway und dem Bronx Arts Ensemble.
Leonard Bernstein wählte sie als Solohornistin 1971 für die Uraufführung und Aufnahme seiner Komposition Mass im Kennedy Center in Washington, D.C., aus. Für ihren Soloauftritt 1974 bei der Uraufführung von Olivier Messiaens Des Canyons aux étoiles ... in der Alice Tully Hall des Lincoln Centers erhielt sie großes Lob. Moe war auch in zahlreichen TV-Specials für PBS, CBS, ABC und im Kabelfernsehen zu sehen. Sie nahm zahlreiche Tonträger von Klassik bis Jazz auf und arbeitete mit Stars zusammen wie Julius Rudel, James Levine, José Serebrier, Luciano Pavarotti, Andrea Bocelli, Tony Bennett, Billy Joel, Elton John, Bernadette Peters, Frank Sinatra, Wynton Marsalis, Patti Labelle, Menahem Pressler, Murray Perahia, Beverly Sills, Danny Kaye, Kathie Lee Gifford, Michael Tilson Thomas, Placido Domingo, Marin Alsop, Ray Charles, Stephen Sondheim und Marvin Hamlisch. Ferner spielte sie Aufnahmen für die Broadway Tony TV Awards ein und für die Kinderfernsehshow Wonder Pets, die für ihre herausragende Musik mehrere Emmy Awards gewann. Außerdem hat sie für New World Records, Koch, Nonesuch, Columbia Records, Newport Classics, Musical Heritage und die Deutsche Grammophon aufgenommen.
Im Bereich des Jazz war sie laut Tom Lord zwischen 1967 und 2019 an sieben Aufnahmesessions beteiligt, so mit The Manhattan Brass Choir featuring Clark Terry and Urbie Green, mit Charles Mingus (Charles Mingus and Friends in Concert, 1972), Chico O’Farrill and His Afro Cuban Jazz Orchestra, Nellie McKay, Stanley Turrentine und Arturo O’Farrill & The Afro-Latin Jazz Orchestra. Mit Dick Hyman and the New York Studio Players wirkte sie 1996 am Soundtrack des Woody Allen Films Everyone Says I Love You mit. Als Studiomusikerin ist sie u. a. auf Alben von Kool and the Gang, Larry Elgart, Morgana King, Cissy Houston, Björk (Volta), Aretha Franklin und Nancy Wilson zu hören.
Moe gilt als angesehene Komponistin und komponierte unter dem Namen Sharon Moe Miranda. Für ihre Komposition Windows für Orchester, die vom Long Island Philharmonic (Dirigent Chris Keene) uraufgeführt wurde, wurde sie für den Pulitzer-Preis nominiert. Sie war Dozentin an der Long Island University, New Jersey City University und am Manhattan School of Music PreCollege, an dem sie Waldhorn und Kammermusik unterrichtete.
1991 erhielt Sharon Moe einen Distinguished Alumni Award vom St. Olaf College in Northfield und den Most Valuable Performer Award der National Academy for Recording Arts and Sciences. Moe war mit dem Waldhornisten Tony Miranda verheiratet, der 2001 starb.